# Écurie Khalid Abdullah
L'écurie Khalid Abdullah est une écurie de chevaux de course participant aux courses hippiques de plat fondée par le milliardaire saoudien Khalid Abdullah (1937-2021), membre du Hall of Fame des courses britanniques.

## Histoire
Fondé en 1977, l'écurie Abdullah est d'abord une vaste et prestigieuse opération d'élevage active sous le nom de Juddmonte Farms, dont sont issus tous les champions qui ont porté ses couleurs. Juddmonte Farms rassemble sept haras (quatre en Angleterre, deux en Irlande, et un dans le Kentucky). Fort de ses nombreux succès de part et d'autre de l'Atlantique, Khalid Abdullah a reçu de nombreuses récompenses, recevant quatre prix de propriétaire de l'année aux Eclipse Awards américains, et cinq prix d'éleveur de l'année En Angleterre, où il a été trois fois tête de liste des propriétaires, il est lauréat du Daily Telegraph Award of Merit en 2002 pour l'ensemble de son œuvre et en 2012 en l'honneur de son crack Frankel. En France, où il a ravi cinq fois la tête de liste des propriétaires, il détient le record du nombre de victoires dans le Prix de l'Arc de Triomphe, avec sept succès.
Les effectifs de l'écurie sont dispersés chez de nombreux entraîneurs, et les plus renommés, en Angleterre (Henry Cecil, John Gosden, Michael Stoute…), en Irlande (Dermot Weld), en France (André Fabre, Pascal Bary, Christiane Head…), et aux États-Unis (Robert J. Frankel, Bob Baffert...). Ses chevaux ont triomphé dans les plus grandes épreuves de la planète (six fois le Prix de l'Arc de Triomphe, trois fois le Derby d'Epsom, quatre fois les 2000 Guinées, etc).
Les couleurs de l'écurie ont été portées par deux des plus grands champions de l'histoire des courses : Frankel et Enable. On peut citer aussi les cracks Arrogate, Dancing Brave, Zafonic, Kingman, ou les vainqueurs du Prix de l'Arc de Triomphe Rainbow Quest, Workforce et Rail Link. Juddmonte Farms a aussi abrité certains des étalons parmi les plus influents de la planète, en premier lieu le chef de race Danehill, ainsi que de grandes poulinières, à l'image de l'exceptionnelle Hasili. Deux ans après sa disparition, Khalid Abdullah est admis au Hall of Fame des courses britanniques.

## Principales victoires (courses deGroupe 1)
Royaume-Uni

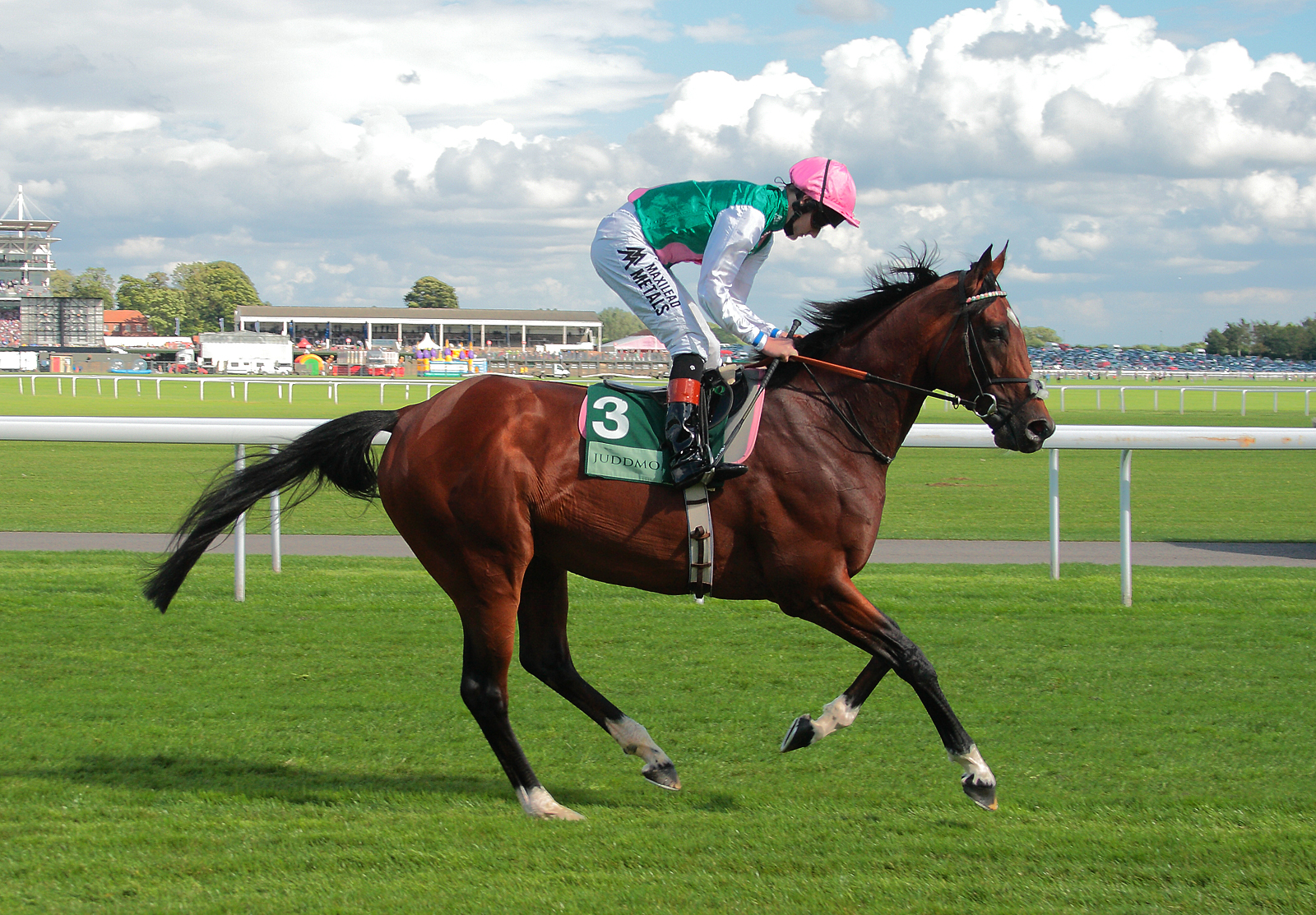
Frankel

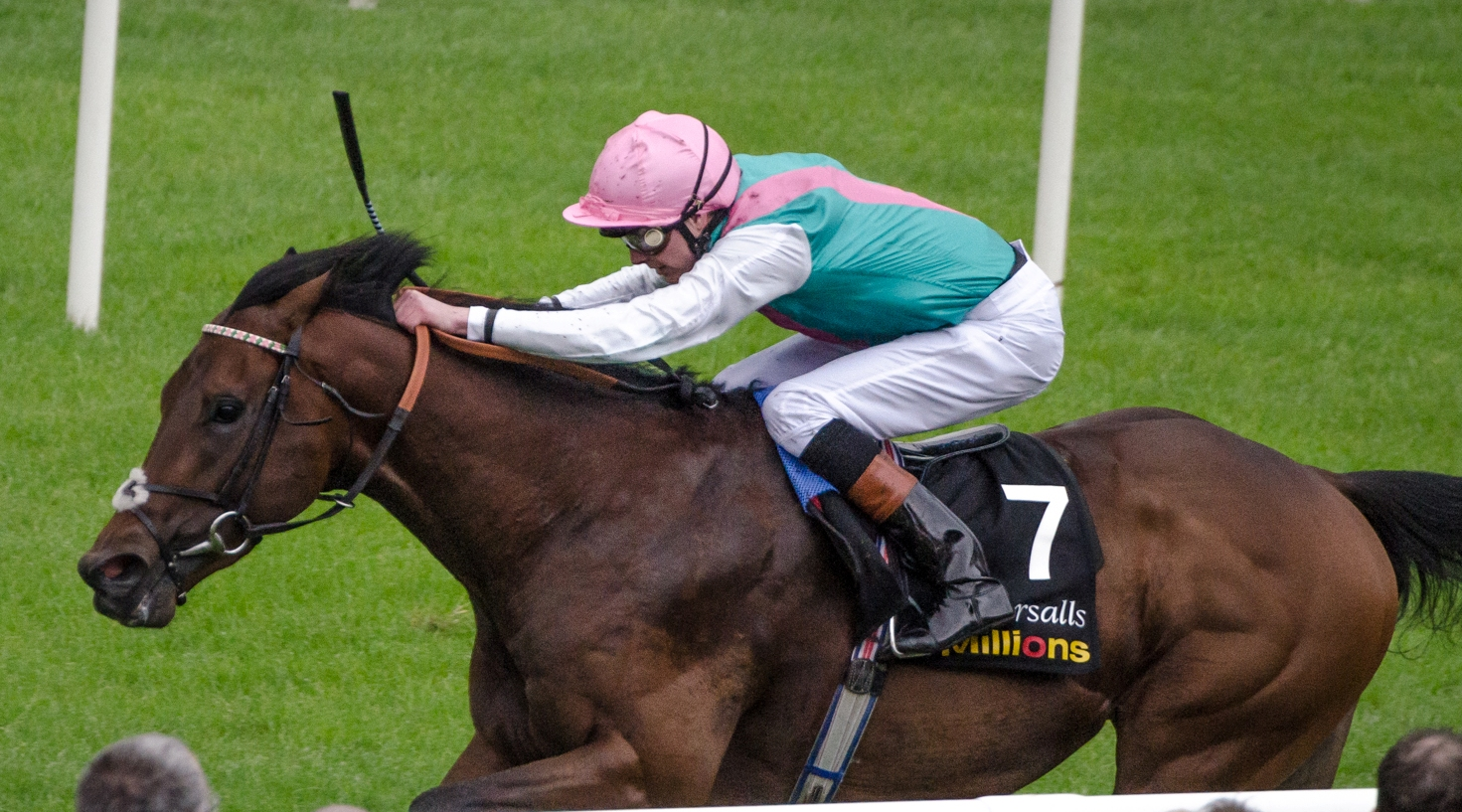
Kingman

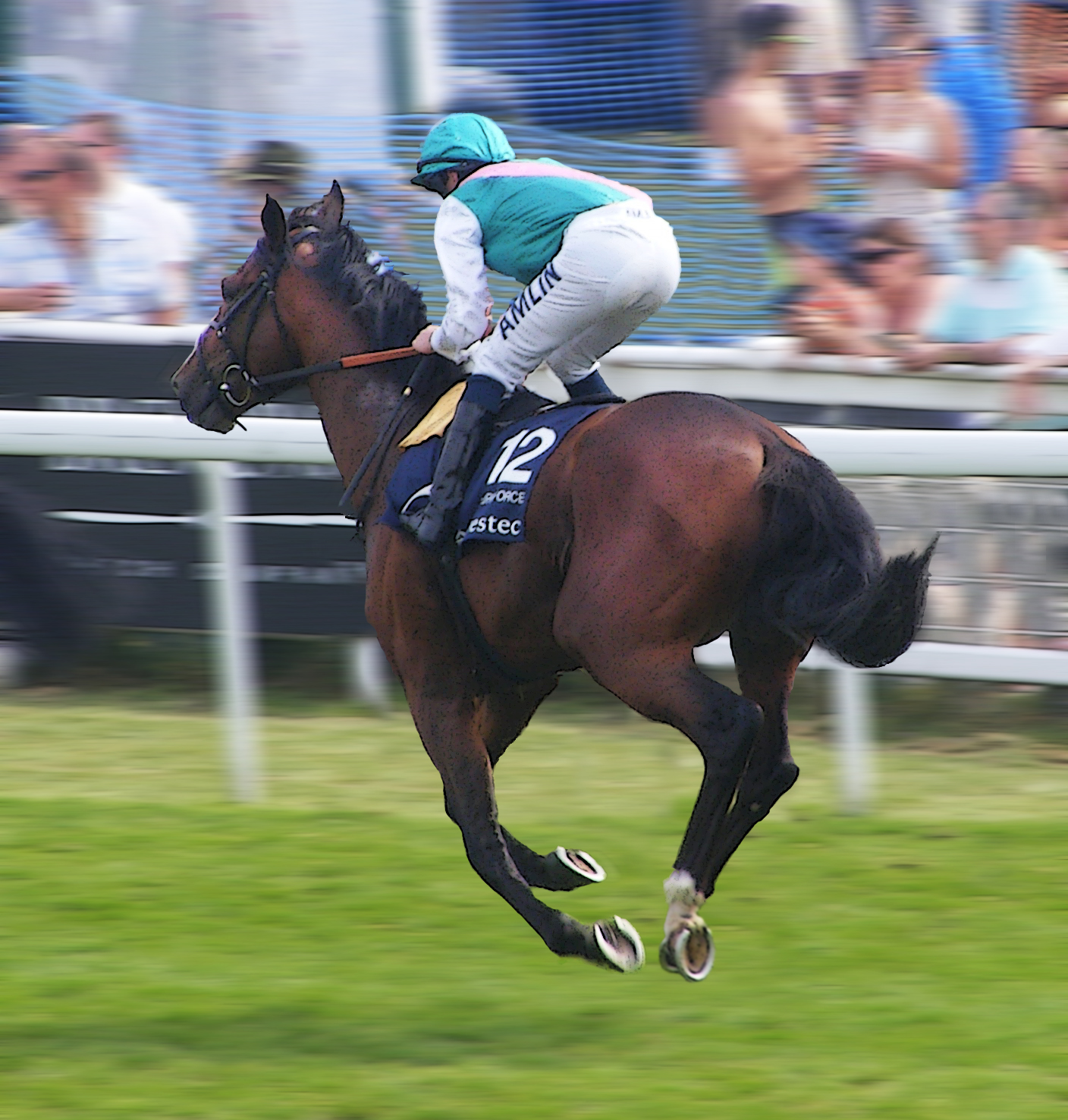
Workforce

- Derby d'Epsom – 3 – Quest for Fame (1990), Commander in Chief (1993), Workforce (2010)
- Oaks – 2 – Reams of Verse (1997), Enable (2017)
- 2000 Guinées – 5 – Known Fact (1980), Dancing Brave (1986), Zafonic (1993), Frankel (2011), Chaldean (2023)
- 1000 Guinées – 2 – Wince (1999), Special Duty (2010)
- St Leger – 2 – Toulon (1991), Logician  (2019)
- Sussex Stakes – 6 – Rousillon (1985), Warning (1988), Distant View (1994), Frankel (2011, 2012), Kingman (2014)
- Dewhurst Stakes – 5 – Zafonic (1992), Xaar (1997), Distant Music (1999), Frankel (2010), Chaldean (2022)
- King George VI and Queen Elizabeth Diamond Stakes – 4 – Dancing Brave (1986), Enable (2017, 2019, 2020)
- Racing Post Trophy – 4 – Alphabatim (1983), Bakharoff (1985), Armiger (1992), American Post (2003)
- Nassau Stakes – 4 – Midday (2009, 2010, 2011), Winsili (2013)
- Champion Stakes – 4 – Twice Over (2009, 2010), Frankel  (2012), Noble Mission (2014)
- Yorkshire Oaks – 4 – Quiff (2004), Midday (2010), Enable (2017, 2019)
- Haydock Sprint Cup – 3 – Dowsing (1988), Danehill (1989), African Rose (2008)
- Queen Elizabeth II Stakes – 3 – Warning (1988), Observatory (2000), Frankel (2011)
- Eclipse Stakes – 3 – Dancing Brave (1986), Twice Over (2010), Enable (2019)
- St. James's Palace Stakes – 3 – Frankel (2011), Kingman (2014), Field of Gold (2025)
- Coronation Cup – 2 – Rainbow Quest (1985), Sunshack (1995)
- Middle Park Stakes – 2 – Known Fact (1979), Oasis Dream (2002)
- Cheveley Park Stakes – 2 – Prophecy (1993), Special Duty (2009)
- International Stakes – 2 – Twice Over (2011), Frankel (2012)
- Fillies' Mile – 2 – Reams of Verse (1996), Quadrilateral (2019)
- Lockinge Stakes – 1 – Frankel (2012), Lead Artist (2025)
- Coronation Stakes – 1 – Banks Hill (2001)
- July Cup – 1 – Oasis Dream (2003)
- Nunthorpe Stakes – 1 – Oasis Dream (2003)
- Prince of Wales's Stakes – 1 – Byword (2010)
- Falmouth Stakes – 1 – Timepiece (2011)
- Queen Anne Stakes – 1 – Frankel (2012)
- British Champions Fillies' and Mares' Stakes – 1 – Kalpana (2024)

 Irlande
- Irish Derby – 2 – Commander in Chief (1993), Westover (2022)
- Irish Oaks – 3 – Wemyss Bight (1993), Bolas (1994), Enable (2017)
- Irish 2000 Guineas – 2 – Kingman (2014), Siskin (2020), Field of Gold (2025)
- Phoenix Stakes – 3 – Digamist (1987), Siskin (2019), Babouche (2024)
- Pretty Polly Stakes – 2 – Promising Lead (2008), Bluestocking (2024)
- Tattersalls Gold Cup – 1 – Noble Mission (2014)
- Matron Stakes – 1 – Emulous (2011)

 France

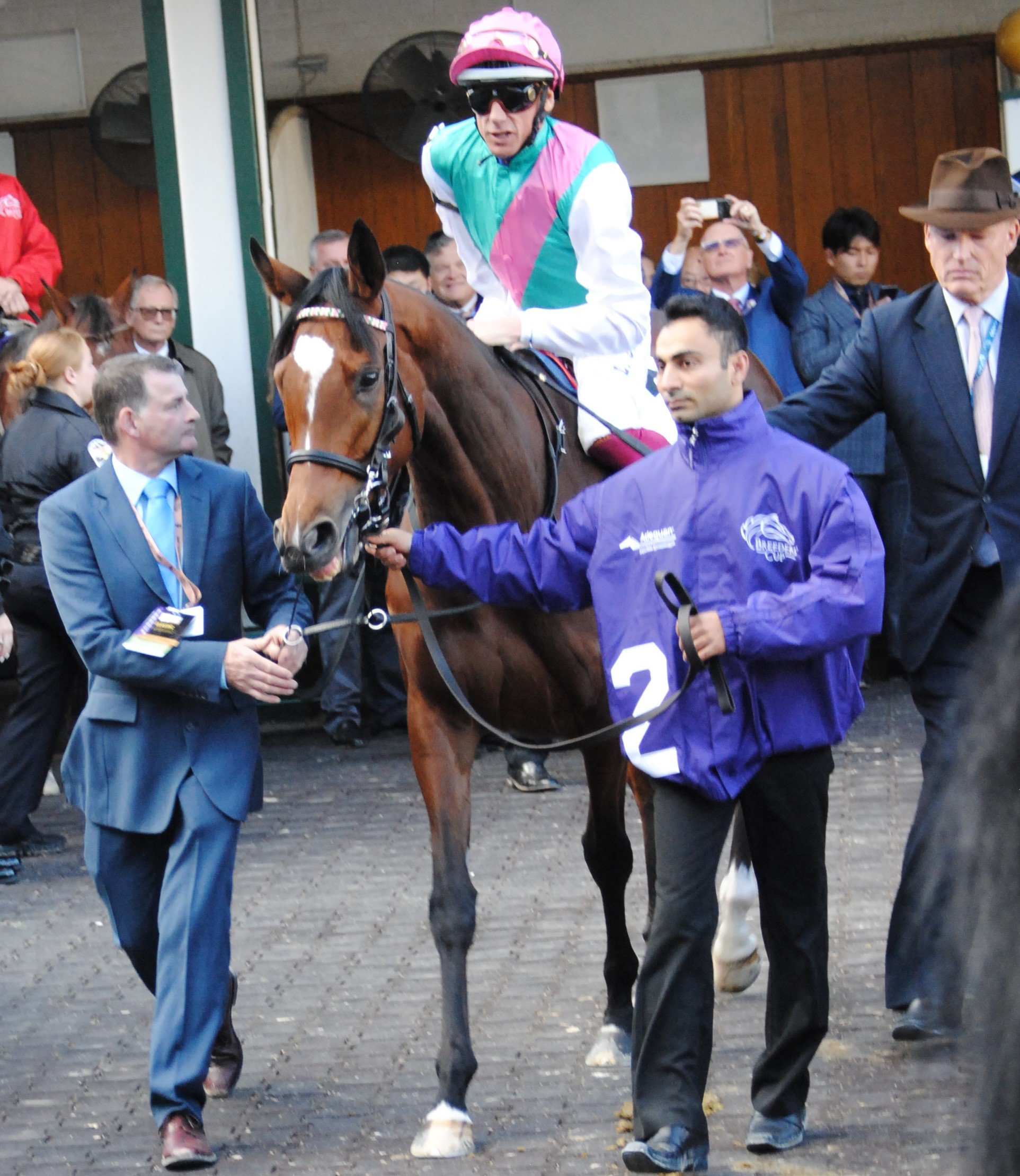
Enable

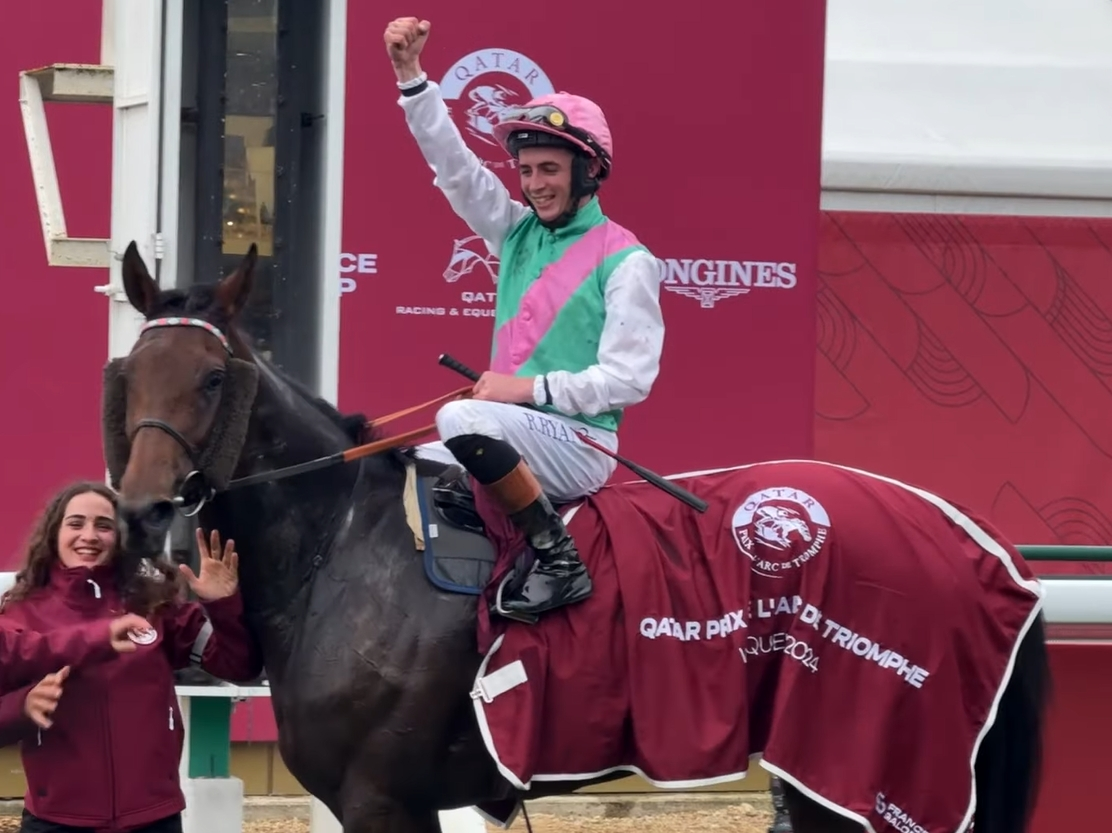
Bluestocking

- Prix de l'Arc de Triomphe – 7 – Rainbow Quest (1985), Dancing Brave (1986), Rail Link (2006), Workforce (2010), Enable (2017, 2018), Bluestocking (2024)
- Prix du Jockey Club – 2 – Sanglamore (1990), New Bay (2015)
- Prix de Diane – 2 – Jolypha (1992), Nebraska Tornado (2003)
- Poule d'Essai des Poulains – 1 – American Post (2004)
- Poule d'Essai des Pouliches – 3 – Houseproud (1990), Zenda (2002), Special Duty (2010)
- Grand Prix de Paris – 4 – Beat Hollow (2000), Rail Link (2006), Zambezi Sun (2007), Flintshire (2013)
- Critérium de Saint-Cloud – 4 – Miserdan (1988), Sunshack (1993), Passage of Time (2006) Epicuris (2014)
- Prix du Moulin de Longchamp – 3 – Rousillon (1985), All At Sea (1992), Nebraska Tornado (2003)
- Prix Jean-Luc Lagardère – 3 – Tenby (1992), American Post (2003), Full Mast (2014)
- Prix Royal-Oak – 3 – Raintrap (1993), Sunshack (1995), Ice Breeze (2017)
- Grand Prix de Saint-Cloud – 3 – Spanish Moon (2009), Noble Mission (2014), Westover (2023)
- Prix Vermeille – 3 – Jolypha (1992), Midday (2010), Bluestocking (2024)
- Prix de la Salamandre – 2 – Zafonic (1992), Xaar (1997)
- Prix d'Ispahan – 2 – Sanglamore (1991), Observatory (2001)
- Prix Marcel Boussac – 2 – Ryafan (1996), Proportional (2008)
- Prix Jean Romanet – 2 – Announce (2011), Romantica (2013)
- Prix Jacques Le Marois – 2 – Banks Hill (2002), Kingman (2014)
- Prix Morny – 1 – Zafonic (1992)
- Prix de la Forêt – 1 – Étoile Montante (2003)
- Prix du Cadran – 1 – Reefscape (2005)
- Prix Jean Prat – 1 – Mutual Trust (2011)

 États-Unis

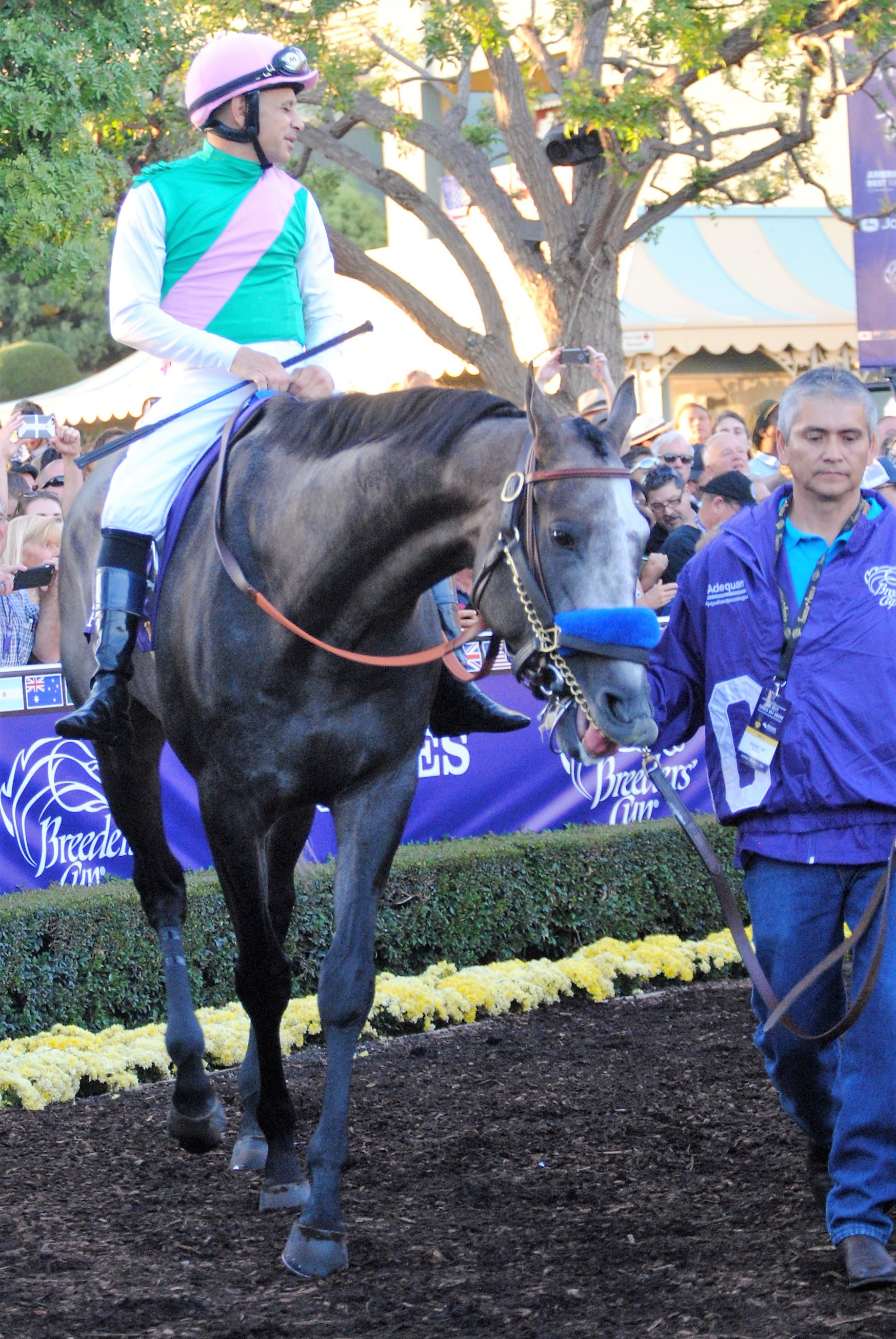
Arrogate

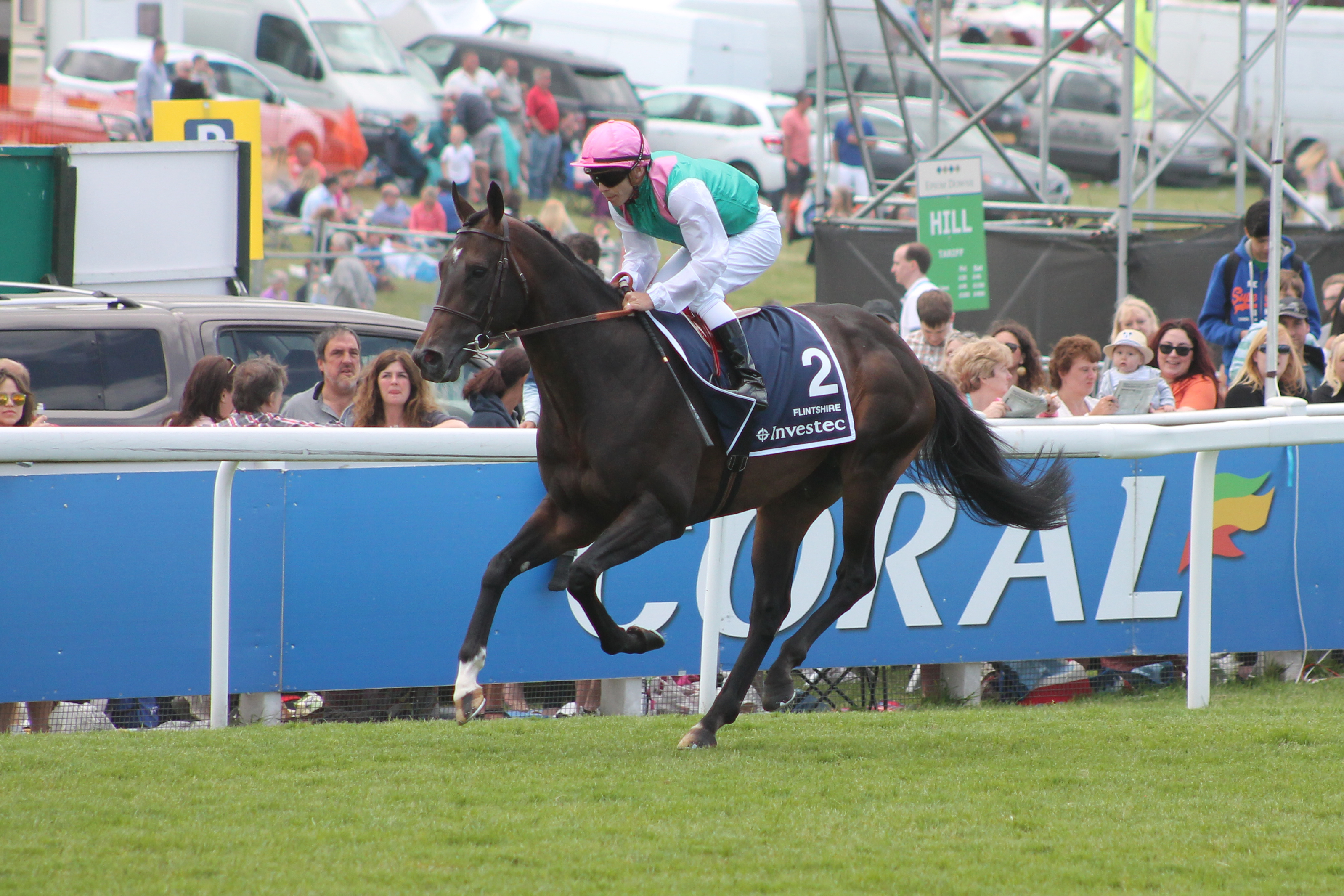
Flintshire

- Kentucky Derby – 1 – Mandaloun (2021)
- Belmont Stakes – 1 – Empire Maker (2003)
- Breeders' Cup Filly & Mare Turf – 3 – Banks Hill (2001), Intercontinental (2005), Midday (2009)
- Breeders' Cup Sprint – 1 – Elite Power (2022, 2023)
- Breeders' Cup Classic – 1 – Arrogate (2016)
- Breeders' Cup Turf – 1 – Enable (2018)
- Breeders' Cup Mile –1 – Expert Eye (2018)
- Breeders' Cup Distaff – 1 – Idiomatic (2023)
- Pacific Classic – 4 – Tinners Way (1994), Tinner's Way (1995), Skimming (2000, 2001)
- Arlington Million – 3 – Chester House (2000), Beat Hollow (2002), Set Piece (2023)
- Hollywood Gold Cup – 2 – Marquetry (1991), Aptitude (2001)
- Man O' War Stakes – 2 – Defensive Play (1990), Cacique (2006)
- Wood Memorial Stakes – 2 – Empire Maker (2003), Tacitus (2019)
- Jockey Club Gold Cup – 1 – Aptitude (2001)
- Kentucky Oaks –1 – Flute (2001)
- Beverly D. Stakes – 1 – Heat Haze (2003)
- Florida Derby – 1 – Empire Maker (2003)
- Travers Stakes – 1 – Arrogate (2016)
- Pegasus World Cup – 1 – Arrogate (2017)
- Haskell Stakes – 1 – Mandaloun (2021)
- Matriarch Stakes – 6 – Wandesta (1996), Ryafan (1997), Heat Haze (2003), Intercontinental (2004), Price Tag (2006), Ventura (2009)
- Yellow Ribbon Stakes – 5 – Super Staff (1992), Ryafan (1997), Spanish Fern (1999), Tates Creek (2003), Light Jig (2004)
- Just A Game Stakes – 4 – Intercontinental (2004), Ventura (2008), Proviso (2010), Antonoe (2017)
- Diana Stakes – 4 – Tates Creek (2002), Proviso (2010), Whitebeam (2023, 2024)
- Hollywood Turf Cup Stakes – 3 – Alphabatim (1984, 1986), Champs Élysées (2008)
- Charles Whittingham Memorial Handicap – 3 – Exbourne (1991), Quest For Fame (1992), Midships (2009)
- Frank E. Kilroe Mile Handicap – 3 – Tychonic (1996), Decarchy (2002) Proviso (2010)
- Ogden Phipps Handicap – 3 – Sightseek (2003, 2004), Close Hatches (2014)
- Manhattan Handicap – 3 – Beat Hollow (2002), Cacique (2006), Flintshire (2016)
- Eddie Read Handicap – 2 – Marquetry (1992), Expelled (1997)
- United Nations Stakes – 2 – Exbourne (1991), Senure (2001)
- Beldame Stakes – 2 – Sightseek (2003, 2004)
- First Lady Stakes – 2 – Intercontinental (2005), Proviso (2010)
- Sword Dancer Invitational Handicap – 2 – Flintshire (2015, 2016)
- Humana Distaff Handicap – 2 – Sightseek (2003), Paulassilverlining (2017)
- Personal Ensign Stakes – 2 – Close Hatches (2014), Idiomatic (2023)
- Spinster Stakes – 2 – Emollient (2013), Idiomatic (2023, 2024)
- San Antonio Handicap – 1 – Hatim (1986)
- Flower Bowl Invitational Stakes – 1 – Yashmak (1997)
- Queen Elizabeth II Challenge Cup Stakes – 1 – Ryafan (1997)
- Shadwell Turf Mile Stakes – 1 – Kirkwall (1999)
- Clement L. Hirsch Turf Championship Stakes – 1 – Senure (2001)
- Alabama Stakes – 1 – Flute (2001)
- Woodford Reserve Turf Classic – 1 – Beat Hollow (2002)
- Secretariat Stakes – 1 – Chiselling (2002)
- Gamely Stakes – 1 – Tates Creek (2003)

- Cotillion Handicap – 1 – Close Hatches (2013)
- Mother Goose Stakes – 1 – Close Hatches (2013)
- Hollywood Derby – 1 – Seek Again (2013)
- Ashland Stakes – 1 – Emollient (2013)
- American Oaks – 1 – Emollient (2013)
- Rodeo Drive Stakes – 1 – Emollient (2014)
- Apple Blossom Handicap – 1 – Close Hatches (2014)
- Vinery Madison Stakes – 1 – Paulassliverlining (2017)
- Derby City Distaff Stakes – 1 – Obligatory (2022)
- La Troienne Stakes – 1 – Idiomatic (2024)

 Canada
- Canadian International Stakes – 3 – French Glory (1990), Raintrap (1994), Champs Élysées (2009)
- Northern Dancer Breeders' Cup Turf – 2 – Champs Élysées (2008), Redwood (2010)
- Woodbine Mile – 1 – Ventura (2009)

 Émirats arabes unis
- Dubaï World Cup – 2 – Arrogate (2017), Laurel River (2024)
- Dubaï Sheema Classic – 1 – Polish Summer (2004)
- Dubai Duty Free – 1 – Cityscape (2012)

 Hong Kong
- Hong Kong Vase – 1 – Flintshire (2014)